# Nizier Anthelme Philippe
 (mars 2016).
Nizier Anthelme Philippe, parfois désigné comme Monsieur Philippe, Maître Philippe ou encore Maître Philippe de Lyon, né le 25 avril 1849 à Loisieux et mort le 2 août 1905 à L'Arbresle, est un mystique et guérisseur savoyard puis français.
Mr Philippe s'est heurté à diverses attaques venant des médias, des médecins, ou des hommes politiques en France et en Russie ; certains de ses détracteurs l'ont accusé d'utiliser la sorcellerie pour guérir les gens. Il suscita pourtant l'admiration et reçut l'amitié du tsar Nicolas II, du roi d'Italie, de l'empereur d'Autriche, de l'empereur allemand Guillaume II, du roi du Royaume-Uni Édouard VII[réf. nécessaire] entre autres, et aussi de plusieurs des membres les plus importants de la scène ésotérique du début du XXe siècle, parmi lesquels le docteur Gérard Encausse (Papus), le docteur Emmanuel Lalande (Marc Haven), George Descormiers (Phaneg) et Yvon Le Loup (Sédir).

## Biographie

### Jeunesse
Nizier Anthelme Philippe naît le 25 avril 1849, dans un hameau de Loisieux, arrondissement de Chambéry,, dans le royaume de Sardaigne, qui ne sera rattaché à la France qu'en 1860. Quelques mois avant sa naissance, sa mère, alors enceinte de Nizier, rend visite au curé d'Ars, futur saint, qui lui aurait révélé que son fils serait un être très élevé. Nizier sera l'aîné d'une famille de cinq enfants. Ses parents sont Joseph Philippe (1819-1898), petit propriétaire cultivateur, et Marie Vachod (1823-1899),.
Selon de nombreux témoins, Mr Philippe aurait guéri et soulagé dès son plus jeune âge. D'après son propre témoignage à un journaliste en 1905, il aurait effectué sa première guérison à l'âge de treize ans,. Après sa première communion en mai 1862, ses parents l'envoient travailler à L'Arbresle comme garçon-tripier. Quelques mois plus tard, il devient apprenti-boucher chez un oncle maternel à La Croix-Rousse, colline de Lyon,. Il y reste peu mais guérit ce dernier d'une grave blessure. Sa réputation de guérisseur à Lyon va très vite se répandre[réf. nécessaire]. L'argent qu'il gagne lui permet de s'inscrire à l'institution Sainte-Barbe tenue par l'abbé Chevalier et il obtient un certificat de grammaire,.

### Études et mariage
En 1870, durant la guerre qui oppose la France à la Prusse, Mr Philippe soulage des malades qu'il reçoit dans le quartier Perrache à Lyon. Dès cette époque, les rapports de police décrivent une surveillance soutenue[pas clair]. Durant cette même période, il aurait sauvé le jeune Jean Chapas, âgé de sept ans et victime d'une méningite, qui deviendra son disciple en 1883.
En 1872, Nizier Philippe ouvre un cabinet de consultation dans le quartier des Brotteaux. De novembre 1874 à juillet 1875, il dépose quatre inscriptions d'officier de santé à la faculté de médecine et de pharmacie de Lyon. Il est dénoncé pour des activités de soin jugées illicites et sa cinquième inscription lui est refusée en 1875. Ses études s'interrompent au bout d'un an,. Après cet échec, il devient « chimiste » autodidacte. Il semble que ses activités de laboratoire soient d'abord liées à la teinture pour l'industrie de la soie puis elles évoluent vers la création de « remèdes ». En 1879, ses premiers brevets portent sur la "Philippine", une eau et pommade pour conserver ses cheveux, et le "Dentifrice Philippe", en poudre et liquide.
Le 6 octobre 1877, Mr Philippe épouse Jeanne Julie Landar, une ancienne patiente et la fille d'un riche industriel lyonnais décédé. Cette union lui apporte une aisance financière,,. Le 11 septembre 1878 naît Jeanne-Marie-Victoire Philippe, appelée Victoire Philippe. Un deuxième enfant, Albert, naît le 11 février 1881, mais décède âgé de seulement quelques mois.
En 1884, il obtient par correspondance un titre de docteur en médecine de l'université américaine de Cincinnati dans l'Ohio. Sa thèse porte sur le Principe d'hygiène à appliquer dans la grossesse, l'accouchement et la durée des couches et il emploie le pseudonyme Philippe d'Arbresle. Il semble que les Radier, père et fils, deux officiers de santé à son service, soient intervenus dans la rédaction du manuscrit,.

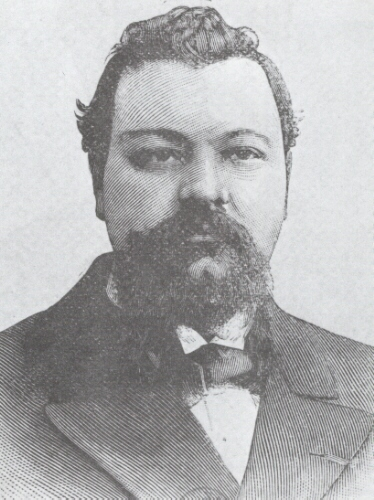
Le médecin et occultiste français Papus considère Philippe comme son maître spirituel.

### Le cabinet de Lyon
À partir de 1883, Nizier Philippe ouvre un cabinet de magnétisme dans son hôtel particulier au 35 rue Tête-d'Or à Lyon. Chaque jour, il aurait soigné les âmes et les corps de dizaines de personnes venues demander guérison et soulagement. Riches et pauvres auraient profité de ses services pendant plus de vingt ans. Philippe a le même comportement avec chacun. Que l'on soit aisé ou dans la précarité, il demande à tous des efforts de ne pas dire du mal de son prochain ou de « rendre le bien pour le mal ».
De 1882 à 1888, 
Mr Philippe s'implique dans la vie sociale de la commune de l'Arbresle, où demeure sa belle-famille. Il est conseiller municipal, adjoint au maire. Il est nommé capitaine des pompiers de la commune, titre qu’il conserve bien qu'il ne soit pas réélu. La presse à l'époque publie des articles hostiles[réf. souhaitée].
Une de ses admiratrices, Mathilde Encausse, lui présente son mari, Papus, pseudonyme de Gérard Encausse, médecin et occultiste. Les deux hommes se lient d'amitié et Papus, qui ne tarde pas à le considérer comme son maître spirituel, lui fait connaître les plus importants occultistes et ésotéristes de l'époque. Certains deviendront également des disciples de Philippe.
En 1894, celui que ses disciples surnomment le Maître Philippe aurait présenté Jean Chapas en séance et annoncé qu'il sera son successeur dans les guérisons. Chapas devient son assistant dans le service aux malades. La prédiction se serait produite l'année suivante, lorsque Jean Chapas aurait développé des dons de guérisseur. Papus, qui est sous-directeur de l'école pratique de magnétisme et de massage de Paris fondée et dirigée par Hector Durville, propose à Nizier Philippe la direction d'une succursale à Lyon. La branche lyonnaise est créée en mars 1895,. avec des cours le dimanche, dans son hôtel particulier.[réf. nécessaire]
En 1896, Papus propose à son ami le médecin Emmanuel Lalande, plus connu sous le nom de Marc Haven, de venir, à Lyon, assister Philippe. Impressionné par le guérisseur, Emmanuel Lalande épouse sa fille Victoire, le 2 septembre 1897. La même année, Philippe et son gendre créent un laboratoire rue du Bœuf à Lyon, où ils auraient mis au point plusieurs médicaments. En 1899, Philippe aurait sauvé une deuxième fois la vie de Jean Chapas, victime d'une fièvre typhoïde.

### Séjour en Russie

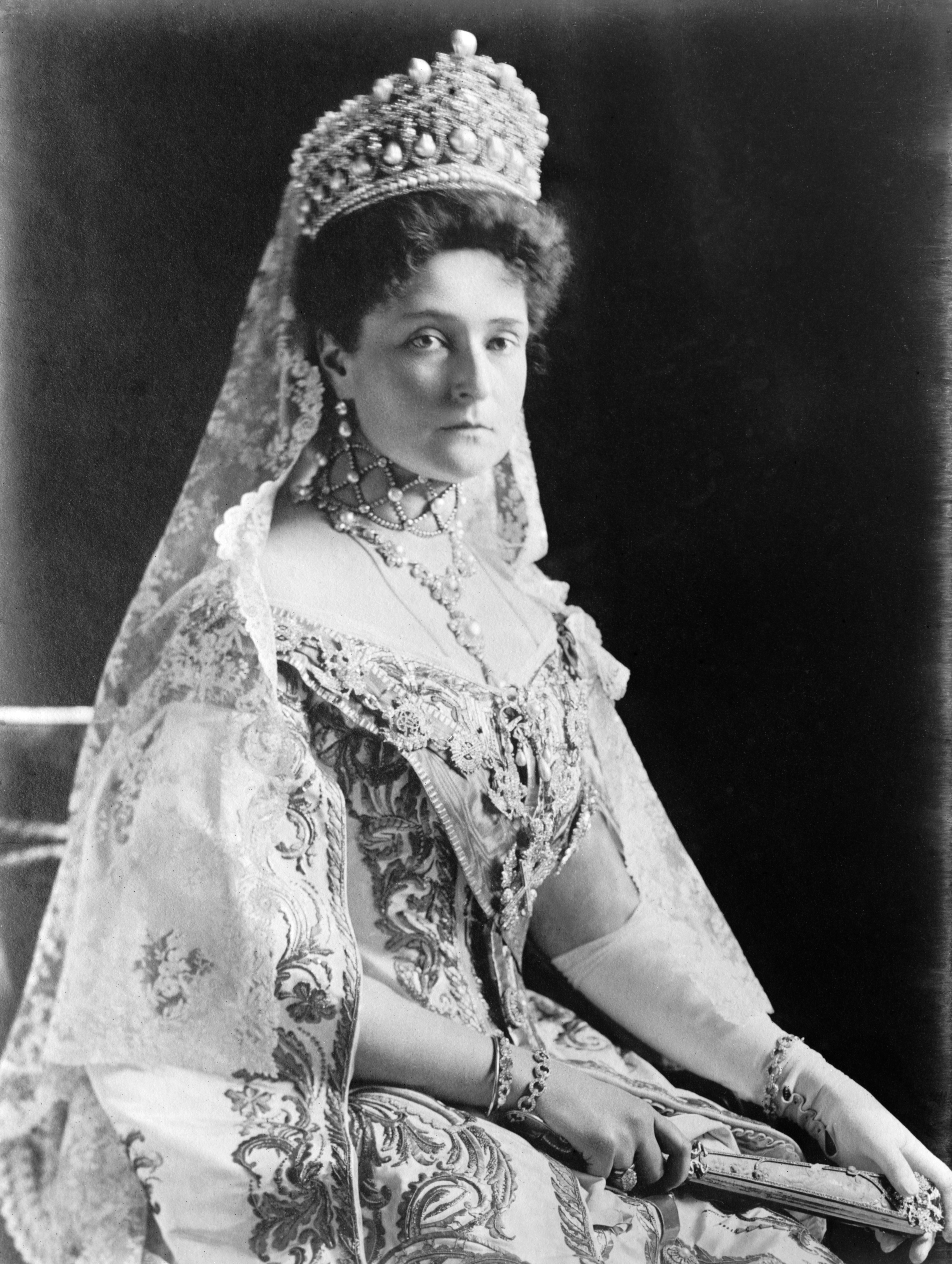
L'impératrice Alexandra Fiodorovna, née princesse de Hesse, petite-fille de la reine Victoria du Royaume-Uni.

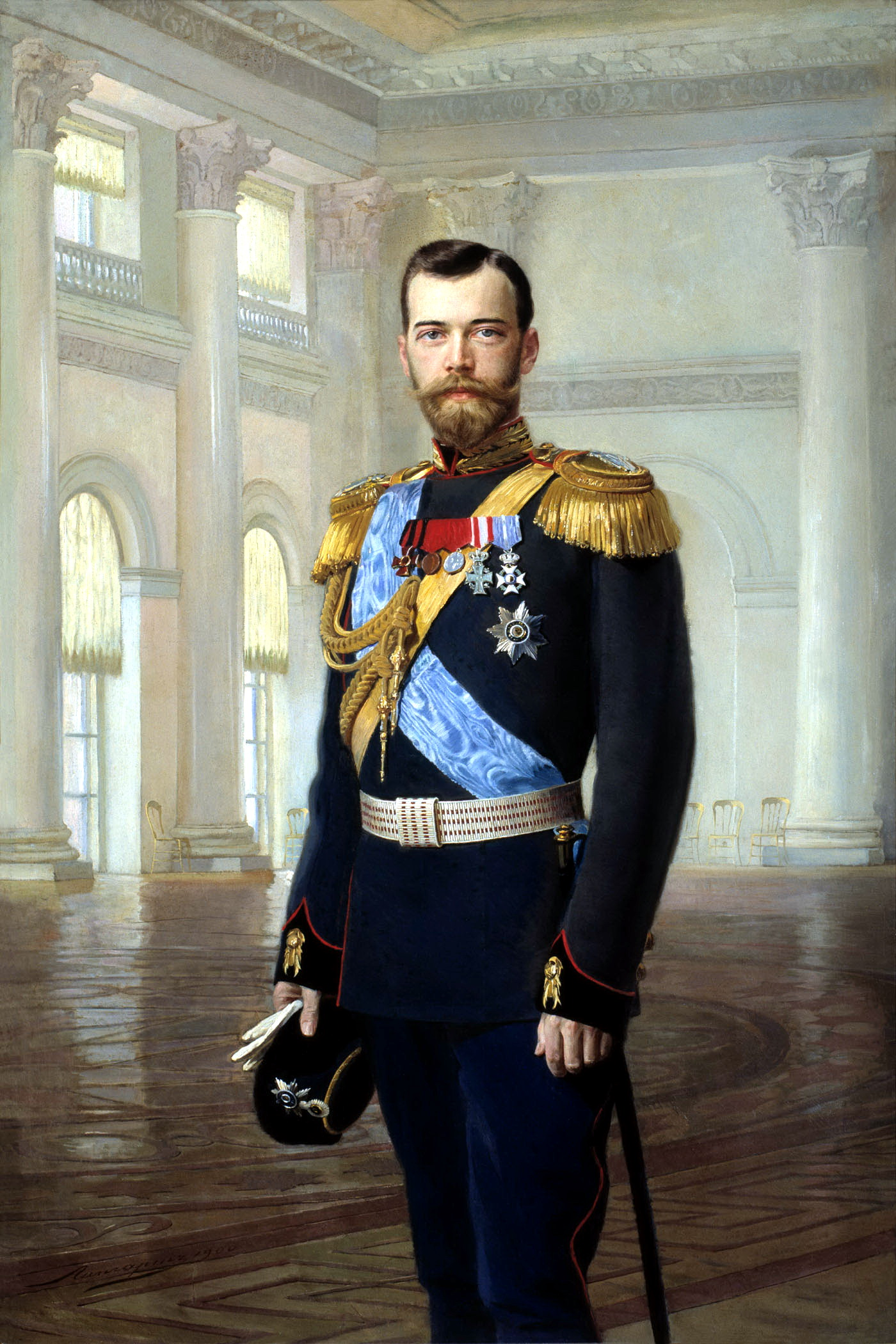
Au début des années 1900, Nizier Philippe se rend en Russie pour conseiller le tsar Nicolas II de Russie et la famille impériale. Peinture de Earnest Lipgart datant de cette époque.

La notoriété de Mr Philippe parvient à la connaissance des princesses Anastasia et Militza de Monténégro, qui lui font rencontrer le couple impérial russe lors de son voyage officiel en France en 1901. Le tsar Nicolas II de Russie et son épouse Alexandra Fiodorovna désespèrent alors de ne pas avoir d'héritier mâle. Philippe, qui a donné une impression favorable, est invité deux fois à séjourner en Russie,,,. Son statut de guérisseur est respecté. Le tsar lui décerne le titre de Docteur en médecine de l'Académie impériale de médecine militaire de Saint-Pétersbourg, avec le grade de général en 1901 et le couvre de cadeaux . Son influence sur les Romanov reste mystérieuse. On lui attribuera plus tard à tort des séances de spiritisme avec des membres de la haute société russe et avec le tsar lui-même. Après avoir été calomnié par l'Église et la police russes, Mr Philippe retourne en France,.
Le gouvernement français ne reconnaît pas plus ce dernier titre de docteur. La presse publie des articles hostiles et la police exerce sur lui une surveillance accrue. En 1903, Philippe annonce dans les séances que son disciple Jean Chapas lui succédera dans les guérisons jusqu'en 1922.

### Bibliographie

Les rénovateurs de l'ordre Martiniste, tels Papus, Sédir et Marc Haven, considèrent Nizier Philippe comme leur maître et il demeure encore aujourd'hui vénéré par les adeptes du martinisme. Sceau de ce courant de pensée ésotérique.

### Les dernières années
Victoire, la fille de Nizier Philippe, meurt brutalement le 25 juillet 1904. Elle est enterrée au cimetière de Loyasse de Lyon, proche de la Basilique de Fourvière. Nizier ne se remet pas de cette disparition, qu'il vit comme « une crucifixion vivante », et il meurt à son tour le 2 août 1905, à l'Arbresle.
Le lendemain de sa mort, La Dépêche de Lyon annonce : « Philippe fut un brave homme, qui, s'il ne guérit pas toujours, fit autour de lui beaucoup de bien. Sa libéralité était proverbiale, et bien des déshérités de la fortune le pleureront. », Son corps est inhumé au cimetière de Loyasse, aux côtés de sa fille. La tombe de la famille Philippe est depuis cette date continuellement fleurie,.
C'est seulement après sa mort qu'a été découvert que le Maître Philippe payait les loyers de 52 familles trop pauvres pour se loger. Après cette découverte, Jean Chapas, son fidèle disciple et successeur, continue à payer tous les loyers jusqu'à ce que lui-même décède. Un de ses proches, Claude Laurent, décrivait Maître Philippe comme étant non catégorisable, comme appartenant à aucune société initiatique, comme restant une énigme pour tous. « Je ne suis rien, absolument rien. » disait souvent le Maître Philippe.

### Jean Chapas
En 1870, Mr Philippe aurait ramené à la vie un garçon nommé Jean Chapas, déclaré mort par des médecins alors qu'il n'avait que sept ans. Jean-Baptiste Ravier, un proche disciple de Philippe, a rapporté la « résurrection » de Jean Chapas par Nizier Philippe comme suit :

« Après que Jean Chapas ait été déclaré mort par deux médecins et juste avant l'enterrement, Maître Philippe a été amené dans la maison du défunt qui était pleine de membres de famille et d'amis. En entrant dans la pièce du défunt où Jean Chapas avait été habillé pour son enterrement, Maître Philippe a essayé de trouver la mère de Jean Chapas puis lui a demandé « Madame Chapas, me donnez-vous votre fils ? » ; ne sachant pas vraiment ce qu'il se passait Madame Chapas a répondu « Oui », alors Maître Philippe est allé au bord du lit où le corps de Jean Chapas était allongé et l'a ressuscité en disant « Jean, je te rends ton âme »,. »

Jean Chapas, né le 12 février 1863 et issu d'une famille de pêcheurs des bornes de la Saône, devient le plus proche disciple de Philippe.
Les études de Chapas lui permettent d'obtenir un brevet de capitaine de navigation. En 1878, à l'âge de quinze ans, il est appelé par Philippe à le rejoindre à Lyon et il devient un disciple privilégié. En 1895, dans l'école de magnétisme dirigé par Nizier Philippe, il est conférencier chargé du cours d'histoire du magnétisme,. Il reste à l’écart des pratiquants des sciences occultes qui gravitent autour de son guide spirituel.
En 1897, Jean Chapas épouse Louise Grandjean, fille d'un artisan menuisier. En 1903, il prend la succession de Nizier Philippe et officie dans l'hôtel particulier de la rue Tête-d’Or. En 1907, il est jugé pour exercice illégal de la médecine mais est acquitté. Quelques années plus tard, il transforme le clos Santa Maria, situé à l'Arbresle, en hôpital militaire, pour y recevoir les blessés de la Première Guerre mondiale.
Le 2 septembre 1932, Jean Chapas décède. Il repose au cimetière de Loyasse, deux allées derrière la tombe de Maître Philippe,.

## Reconnaissance
Nizier Philippe fut avant tout un exemple vivant de charité. Il a été par quatre fois jugé pour pratique illégale de la médecine entre 1887 et 1892 et a été acquitté, il ne fut plus inquiété à partir de cette date. Ses proches le décrivaient comme un thaumaturge et un représentant de la divine Providence.
Maître Philippe soigna des milliers de personnes gratuitement, sans rien demander ; sauf des efforts pour faire le bien. Nombreuses de ses guérisons étaient considérées comme des miracles. Il disait qu'il guérissait par le pouvoir de la prière et de commandement. Maître Philippe expliquait qu'il se servait d'une force absolument inconnue sur terre, une force dépassant tout entendement, que le Christ lui-même employa pour faire plusieurs de ses miracles. Il appelait cette force « le 4e pôle de magnétisme » et la décrivait ainsi: « Ce n'est pas un courant, mais plutôt une Lumière, elle représente l'union du "Aimez-vous les uns les autres". »… « Aucun initié ne la connaît ».

## Décorations et titres
- Officier de l'Ordre du Nicham Iftikar, par le bey de Tunis, le 22 février 1881[3].
- Capitaine des sapeurs-pompiers de L'Arbresle en 1884 par décret du ministre de l'intérieur[3].
- Doctorat en médecine par l'université de Cincinnati conféré le 23 octobre 1884[3],[1].
- Citoyen d'honneur pour ses mérites scientifiques et humanitaires de la ville d'Acri le 28 avril 1885[3].
- Officier d'honneur de la Croix-Rouge française, inscrit sur le livre d'or (no 13b) le 15 janvier 1886[3].
- Membre Protecteur de l'académie Mont-Réal de Toulouse, nommé le 20 avril 1886[3].
- Docteur en médecine honoraire de l'académie royale de Rome le 12 mai 1886[3],[2].
- Directeur de l'école de magnétisme et massage à Lyon, approuvée par l'académie de médecine et l'État français le 26 mars 1895[3].
- Docteur en médecine de l'académie impériale de médecine militaire (en) de Saint-Pétersbourg, avec le grade de général en 1901[3],[5].

#### Ouvrages ou articles consacrés à Nizier Anthelme Philippe
- Serge Caillet, Monsieur Philippe l'ami de Dieu : Suivi du Recueil de Papus et d'un journal de séances, Paris, Dervy, 2013, 330 p. (ISBN 978-2-84454-959-4)
- Jean-Pierre Chantin, « Nizier Philippe, guérisseur lyonnais », Politica hermetica, L'Âge d'homme, no 18,‎ 2004, p. 65-73 (ISBN 978-2825119518, lire en ligne)
- Philippe Collin, Maître Philippe de Lyon : Album souvenir 1905-2005, Grenoble, Le Mercure dauphinois, coll. « Autour de Maître Philippe », 2005, 93 p. (ISBN 978-2-913826-55-7)
- Philippe Encausse, Le Maître Philippe, de Lyon : Thaumaturge et "Homme de Dieu", Saligny, Éditions traditionnelles, 1997, 408 p. (ISBN 978-2-7138-0044-3)
- Renée-Paule Guillot, Philippe de Lyon : Médecin, thaumaturge et conseiller du tsar, Paris, Les Deux Océans, 2001, 207 p. (ISBN 978-2-86681-053-5)
- Alfred Haehl, Vie et paroles du maître Philippe, Paris, Dervy, coll. « L'Être et l'esprit », 1995, 357 p. (ISBN 978-2-85076-680-0)
- Guy Moyse, Philippe : Le Mystère de Lyon, Lyon, ELAH, 2005, 171 p. (ISBN 978-2-84147-162-1)
- Léon Weber-Bauler, Philippe guérisseur de Lyon à la Cour de Nicolas II, La Baconnière, 1944, 218 p.
- Claude Laurent, Mes souvenirs : Guérisons et enseignement de maître Philippe, Grenoble, Le Mercure dauphinois, coll. « Autour de maître Philippe », 2003, 136 p. (ISBN 978-2-913826-28-1)

#### Ouvrages consacrés à l'enseignement de Nizier Anthelme Philippe
- Sri Sevananda, Philippe Encausse et Nizier Anthelme Philippe, Le Maître Philippe de Lyon : La Parole et le geste, Paris, Cariscript, coll. « La parole et le geste », 1998, 195 p. (ISBN 978-2-87601-091-8)
- G. Phaneg, L'Esprit qui peut tout : L'Action de l'esprit sur la matière selon l'Évangile et Maître Philippe de Lyon, Grenoble, Le Mercure dauphinois, coll. « Autour de Maître Philippe », 2004, 205 p. (ISBN 978-2-913826-45-8)
- Jean-Baptiste Ravier, Confirmation de l'Évangile par maître Philippe de Lyon, Grenoble, Le Mercure dauphinois, 2005, 153 p. (ISBN 978-2-913826-54-0)
- Gil Alonso-Mier, Enseignements oraux de M. Philippe de Lyon, Marseille, Arqa, coll. « Hermetica », 2013, 266 p. (ISBN 978-2-7551-0061-7 et 2-7551-0061-3)
- Ed. Bertholet, La Réincarnation d'après le maître Philippe de Lyon, Lausanne, Pierre Genillard, 1960
- Victoire Philippe, Les Carnets de Victoire Philippe, Grenoble, Le Mercure dauphinois, coll. « Autour de maître Philippe », 2006, 109 p. (ISBN 978-2-913826-82-3)
- Auguste Jacquot, Auguste Philippe, Les Réponses de Maître Philippe : Suivies des enseignements recueillis par son frère Auguste, Grenoble, Le Mercure dauphinois, coll. « Autour de maître Philippe », 2004, 139 p. (ISBN 978-2-913826-40-3)
- Michel de Saint Martin, Révélations : Entretiens spirituels sur le maître Philippe de Lyon, Dangles, 1955, 214 p.

#### Autres ouvrages
- Michèle Brocard, Lumières sur la sorcellerie et le satanisme, Yens-sur-Morges, Editions Cabedita, coll. « Archives vivantes », 2007, 182 p. (ISBN 978-2-88295-487-9, lire en ligne), p. 66
- Richard Raczynski, Un dictionnaire du martinisme, Paris, Dualpha éd., 2009, 685 p. (ISBN 978-2-35374-126-7)

#### Films documentaires
- Maître Philippe de Lyon, le chien du Berger, réalisé en 2005 à l'occasion du centenaire de la mort de Nizier Philippe par le lyonnais Bernard Bonnamour[22].
- L'Énigme Philippe, docu-fiction réalisé par Christel Chabert, diffusé le 13 août 2008 sur France 3[23].